# Cophixalus misimae
Espèce
Statut de conservation UICN

 DD  : Données insuffisantes
Cophixalus misimae est une espèce d'amphibiens de la famille des Microhylidae.

## Répartition
Cette espèce est endémique de l'île Misima dans l'archipel des Louisiades dans la province de Baie Milne en Papouasie-Nouvelle-Guinée. Elle se rencontre entre 200 et 300 m d'altitude,.

## Description
Cophixalus misimae mesure entre 15 et 16 mm pour les mâles et entre 19 et 20 mm pour les femelles. 

## Étymologie
Son nom d'espèce, misimae, lui a été donné en référence à sa localité type, l'île Misima.

## Publication originale
- Richards & Oliver, 2007 : A new species of Cophixalus (Anura: Microhylidae) from Misima Island, Papua New Guinea. Pacific Science, vol. 61, p. 279-287 (texte intégral).